# La fuga de Logan
|  | Per a altres significats, vegeu «La fuga de Logan (novel·la)». |

La fuga de Logan (títol original en anglès: Logan's Run) és una pel·lícula de Michael Anderson estrenada el 1976. Ha estat doblada al català. Basada en la novel·la La fuga de Logan de George Clayton Johnson i William F. Nolan.

## Argument
La fuga de Logan se situa en un món (suposat) post-apocalíptic on els humans viuen tancats en ciutats bombolles, en l'any 2274. El seu mode de vida, gestionat per ordinadors i automatismes, és molt agradable. Però amb la finalitat de limitar la sobrepoblació i de poder gestionar els recursos alimentaris racionats, la vida dels individus s'ha limitat a 30 anys, edat al qual tothom és convidat a una cerimònia pública anomenada el carrusel, on, sota cobertura de renaixença, el seu cos és purament i simplement desintegrat. Per detectar aquesta fase, un rellotge de vida (lifeclock), amb forma de cristal, és implantat en el palmell de cada humà i canvia de color quan s'acosta l'últim dia.
La majoria de les residents accepten aquesta vaga promesa de renaixença, però alguns han comprès que això no és més que una simple execució per regular la demografia. Entren a la clandestinitat per evitar el Carrusel. Per acorralar aquests fugitius (Runners en la V.O.), l'ordinador de la ciutat ha creat un cos d'agents (Sandmen o agents DS en la V.O.), que s'encarreguen de perseguir i exterminar els fugitius.

## Repartiment
- Michael York: Logan 5
- Jenny Agutter: Jessica 6
- Richard Jordan: Francis 7
- Roscoe Lee Browne: Box
- Greg Lewis: Cub
- Michelle Stacy: Mary 2
- Farrah Fawcett: Holly
- Michael Anderson Jr.: Doc, « New You Facility »
- Peter Ustinov: Ballard

## Premis i nominacions
Premis
Premis especial L.B. Abbott per Glen Robinson, Matthew Yuricich pels efectes visuals
Nominacions
- Oscar a la millor fotografia	per Ernest Laszlo
- Oscar a la millor direcció artística per Dale Hennesy